# Globe
globe（グローブ）は、1995年8月にデビューした日本の音楽ユニット。所属レコード会社はエイベックス。所属レーベルはプライベート・レーベルのavex globe。

## 概要
1995年に小室哲哉プロデュースの新ユニットとして、以前から小室と付き合いのあったマーク・パンサーとオーディションで選ばれたKEIKOによる「Orange」が結成。その後小室がメンバーとして加わり「globe」に改名する。
1995年8月にシングル「Feel Like dance」でデビュー。4thシングル「DEPARTURES」はダブルミリオンの大ヒットを記録。1997年には1stアルバム『globe』が日本の音楽史上初となる累計売上枚数400万枚を突破、同年に日本初となる4大ドームツアーを敢行。翌98年にはアルバム総売上枚数が国内最速で1000万枚を突破したほか、同年発売のシングル4作品でオリコンチャート初となる4作品同時トップ10入りを果たすなど、当時の日本の音楽界における新記録を次々と樹立。安室奈美恵や華原朋美、TRFらと共に小室ファミリーの一時代を築いた。
2002年9月にX JAPANのYOSHIKIが4人目のメンバーとして正式加入したが、シングル「seize the light」を発売した以外にglobeとしての活動は行われていない。
2012年以降は、KEIKOの病気療養（後述）に伴い小室・マークの2人で活動している。2022年発売のメモリアルBOX『10000 DAYS』では11年ぶりの新曲「WHITE OUT」を発表、2023年にはKEIKOが芸能活動を再開したが、2025年現在に至るまで3人揃っての音楽活動やメディア出演は行われていない。
これまでにシングル3作品・アルバム5作品でミリオンセラーを達成しており、シングル・アルバムの総売上枚数は2800万枚を超える。

## メンバー

### 現メンバー
| 名前                          | 担当 | 生年月日               | 出身地               |
| ----------------------------- | --- | ---------------------- | -------------------- |
| 小室哲哉 TETSUYA KOMURO       | プロデュース、作詞、作曲、編曲、ミキシング、シンセサイザー、キーボード、ギター、ピアノ、ブルースハープ、グロッケンシュピール、ボーカル、コーラス | 1958年11月27日（66歳） | 東京都府中市         |
| マーク・パンサー MARC PANTHER | ラップ、ボーカル、作詞、作曲、編曲、ギター、ベース、ブルースハープ                                                                               | 1970年2月27日（55歳）  | フランス・マルセイユ |
| KEIKO                         | リードボーカル、作詞 | 1972年8月18日（52歳）  | 大分県臼杵市         |

特定のメンバーをフィーチャーする際は「globe featuring ○○」という形式を取る。過去にglobe featuring KEIKO、globe featuring MARC、globe featuring TK名義でそれぞれシングルを発売している。

### 元メンバー
| 名前    | 担当                                     | 生年月日               | 出身地       |
| ------- | ---------------------------------------- | ---------------------- | ------------ |
| YOSHIKI | 作詞、作曲、編曲、シンセサイザー、ギター | 1965年11月20日（59歳） | 千葉県館山市 |

## 来歴

### Feel Like dance - Love again (1995-1998)
1994年6月、エイベックス主催のイベント「avex rave '94」にて2 アンリミテッドが出演した際、小室哲哉は公私で既に付き合いのあったマーク・パンサーに「よく見て、勉強しておいて」と忠告した。同年8月、小室が主宰するイベント「EUROGROOVE NIGHT」内で開催されたオーディションに山田桂子が出場し、舞台から滑り落ちるというアクシデントに遭いつつも、動揺せずに最後まで歌い終えたことがきっかけとなり結成の動きが始まった。「EUROGROOVE NIGHT」にはハーフのMCとしてANISSとマークが参加しており、まずはマークと山田によりユニット「Orange」が作られ、小室がそれに参加し山田はKEIKOに改名、ユニット名は英語で「地球」を意味するglobeとなった。もう1つの由来は、「global」という形容詞の名詞形の様に世界展開も視野に入れて、カタカナ発音でも外国人に通じる共通言語として命名した。
当初のコンセプトは「日本版2 アンリミテッド」を構想し、trfが一段落したらプロデューサーとして一歩退いた形で取り組むつもりだった。しかし、「音色作りはもちろん小室主導・音源が完成した後もPVとライブの時に小室の代わりを見つけないといけない」という壁にぶち当たった。これに際し小室は「キーボーディストのオーディションをする面倒を考えたら、自分が入ったほうが良い。それに『trfと戦う』というスケール感の大きいプロジェクトには、自分自身がミュージシャンとして関わりたい」という意向を示し、「ダンス・ミュージック版DREAMS COME TRUE」「ターゲットは25歳前後」というコンセプトに変更した。当初はZARDのようにメディアに顔を出さないシークレットアーティストのような形態を採っており、デビューシングルの「Feel Like dance」のPVはCG映像のみで、3rdシングルの「SWEET PAIN」に至っては制作すらしないという、小室ファミリーとしては異例の徹底振りであった。この方針は、歌は大丈夫だが写真慣れしていないKEIKOへの配慮・写真は大丈夫だがラッパーとして通用するかどうか疑問符のあったマークの本質と将来性を探り、3人がそれぞれ自分のポジションを自覚することでより良いパフォーマンスができる様にし、音楽自体のクオリティを高めるためであった。
1995年8月9日1stシングル「Feel Like dance」（オリコン初登場6位、最高3位）でデビュー、いきなり95万枚のヒットに。続く2枚目の「Joy to the love (globe)」で早くもオリコン初登場1位を記録し、3枚目の「SWEET PAIN」（オリコン初登場2位）も90万枚を突破し、デビュー間もなくしてミリオンセラー寸前となるヒット作を連発。知名度が爆発的に上昇するに至って、globeはテレビや音楽番組への出演を解禁。同時に「Feel Like dance」のPVをglobeの歌唱映像に変更するなど、次第に露出度を増やしていくことになった。
1996年、JR東日本『JR ski ski』のCMソングに起用された1月1日発売の4thシングル「DEPARTURES」は売上230万枚の大ヒットとなる。同曲はオリコン年間シングルチャート2位、プラネットとCDTVの年間シングルチャート1位を記録した。さらに3月31日に発売した1stアルバム『globe』は400万枚以上のメガヒットとなった（翌年4月、出荷枚数455万枚という当時の日本記録を達成）。このアルバムは、同年の第38回日本レコード大賞アルバム賞に選ばれた。その後、GLAYとB'zのベスト・アルバムが後を追うように記録を更新するが、当時のavex依田会長は「オリジナルで超えてみろ」と発言したとされる。8月28日発売シングル「Is this love」のPVはアメリカ・アリゾナ州で撮影され、当時としては総額1億円という破格の撮影費が投じられた。
9月『Private Tour house of globe』。ロードムービー撮影という名目のglobe初のツアーを敢行。「Is this love」のCD購入者から抽選で招待してコンサートが行われた。10月には「DEPARTURES」に続くJR東日本｢JR ski ski｣のCMソングとして「Can't Stop Fallin' in Love」をリリースし、130万枚のミリオンセラーを記録。同曲で年末の第47回NHK紅白歌合戦を以て紅白初出場を果たした。
1997年1月発売の「FACE」も130万枚を突破する自身3枚目のミリオンセラーに。3月12日には2ndアルバム『FACES PLACES』を発売し、こちらも300万枚以上の大ヒットを記録。同月には前代未聞の大阪ドーム、福岡ドーム、ナゴヤドーム、東京ドームでの4大ドームツアー「globe＠4_domes」を敢行。5月には、初の日本国外でのツアー「TK PAN-PACIFIC TOUR '97 IN TAIPEI」開催。安室奈美恵、TRFとともに台湾・台北を訪れ、テレビ出演やライブを行った。
同年7月、小室とエイベックス（松浦勝人・千葉龍平ら）との関係に大きな亀裂が生じ、globeは活動停滞を余儀なくされる。10月にはTBS系ドラマ「青い鳥」の主題歌として決まっていた「Wanderin' Destiny」をリリースするがメディア出演は一切なく、紅白歌合戦にも不参加となった。11-12月には中国本土・香港で行われたライブツアー「TK presents GROOVE MUSEUM」に小室とマークが参加するも、globeの曲は華原朋美が務めた（KEIKOは千葉龍平の所属事務所に在籍していたため）。
1998年3月31日発売の3rdアルバム『Love again』が発売初日に200万枚を出荷し、デビューアルバムから『Love again』までのアルバム総出荷枚数が2年で1000万枚を超える。これはデビューアルバムからの最速となる出荷枚数1000万枚超えの記録を大幅に更新することになった。7〜8月には、4都市7公演の全国ツアー「globe tour 1998 “Love again”」を敢行した。

### globe 4 SINGLES - CRUISE RECORD (1998-2000)
同年秋「BRAND NEW globe 4 SINGLES」と題し、9月2日に「wanna Be A Dreammaker」、9月23日に「Sa Yo Na Ra」、9月30日に「sweet heart」、10月7日に「Perfume of love」と4連続シングルリリースを行い話題となる。そして、10月26日付のオリコン週間シングルチャートにて4作が同時にトップ10入りした。これはオリコンシングルチャート史上初の記録であり、「発売日が異なる再発でない同一アーティストによるシングルの複数チャートイン」として現在も記録が保持されている。それらの活動が認められ、「wanna Be A Dreammaker」で第40回日本レコード大賞を受賞した。また、この4枚のシングルを購入し、それぞれに封入されている応募券を送ると非売品シングルCD「winter comes around again」が応募者全員にプレゼントされるという企画を実施（当時はライブなどで一切この楽曲が演奏されることはないとしていたが、4年後に発売されたベスト・アルバム『8 Years 〜Many Classic Moments〜』にTK mixとして収録）。
1999年2月24日、ハワイ・ホノルルでシークレットライブを開催。これは「NISSEKI Enaカード」のキャンペーン当選者200組400人を招待したライブであった。同月28日には1stリミックス・アルバムの公開レコーディングが行われた（当日はタイトル未定であり、後に『FIRST REPRODUCTS』として発売）。このレコーディングに参加できたのは、前年末発売の4thアルバム『Relation』を購入し、応募してきた10万通の中から選ばれた200組400人、抽選倍率は約500倍であった。9月22日、5thアルバム兼1stベスト・アルバム『CRUISE RECORD 1995-2000』の発売日に、Virgin Megastore大阪・心斎橋店にて発売記念インストアイベントが行われた。この日はイベントだけではなく「1day globe ジャック!!」と銘打ち、店内全てをglobeのCDで埋め尽くすという大胆な企画も決行された。
2000年1月、globe初のライブハウスコンサートを敢行。今回のライブに参加できたのは「Coca Cola TOUCH THE globe LIVE 2000! キャンペーン」の応募総数115万枚から選ばれた2,700人で、チケットの入手倍率は約100倍であった。
この当時、小室はglobe以外にもKiss Destinationとして活動していたほか、1999年7月にはTM NETWORKを再始動させており、複数の音楽ユニットを掛け持ちしている状態であった。

### トランス期、ソロプロジェクト、YOSHIKI加入、小室とKEIKOの結婚 (2000-2002)
2000年3月以降、メンバーそれぞれのソロプロジェクトが始まる。3月29日にそれぞれがglobe featuring KEIKO、globe featuring MARC、globe featuring TKとしてシングルを同時リリース。KEIKOは同年ソロコンサートツアーを2度行った。
ここから数年間、トランスという切り口から新たなglobeサウンドを展開。
2001年9月11日に発生したアメリカ同時多発テロ事件を受けて、小室哲哉・松浦勝人によるチャリティープロジェクト『songnation』が発足。その第一弾作品として、KEIKOと浜崎あゆみのコラボシングル「a song is born」を発売した。songnationとして、2002年1月にアルバム『songnation』を、3月にそのリミックス盤『songnation2 trance』を発売。リミックスアルバムにはglobeとして参加した。
同年春からは全国ツアー"category trance" "category all genre"を開催。追加公演を含め、3種類もの演出でアーティスト性の高いステージを披露した。
7月、ベルギーのDJであるPushとのコラボレーションシングル「dreams from above」を発売。
9月1日、東京・お台場で開催されたライブイベント『a-nation avex SUMMER FESTA 2002』に参加し、X JAPAN（当時は解散状態）のYOSHIKIがメンバーとして加わることを突如発表した。発表に先立って行われた記者会見では、小室は「フィーチャリングではなく、globeと言えば4人を思い浮かべてほしい」と語り、初の韓国公演を含めたアジアツアーの計画について言及した。会見の模様はAP通信やロイターを通じて世界へ配信された。YOSHIKI加入後の11月26日に発売された『global trance 2』にはX JAPANの楽曲「Say Anyting」のリミックスが収録され、同27日にはYOSHIKIが作詞・作曲・編曲を手掛けたシングル「seize the light」が発売された。しかし以降、YOSHIKIが関わったオリジナル楽曲は発表されていない。
11月22日、小室とKEIKOが結婚。総額5億円をかけた結婚披露宴の模様はTBSテレビの特別番組で生中継された。

### globe decade（デビュー10周年）、活動休止状態 (2003-2007)
2003年6月、トランスとJ-POPの融合をにらんで発足されたプロジェクト『Cyber X』にKEIKOがCyber X feat. KEIKOとして「be true」を発売。7月9日に開催予定だった東京ドーム公演は、アジアでの活動展開を目標としていたこともあり、新型インフルエンザ（SARS）やイラク戦争などによる国際情勢悪化を理由に中止された。12月、KEIKOのソロシングル『KCO』が発売。
2004年8月のデビュー10年目を迎えた際に、翌年8月9日の10周年までの1年間を「globe decade」と題してさまざまな活動を行うと小室が公式ウェブサイトで発表。その一環として、同年10月より約3か月間globe decade tourを敢行。また12月には未発表曲であった「Judgement」をツアーにて初披露した。翌年3月、Exciteの有料音楽配信にてglobeとして初の配信となる「Judgement (studio live version)」をCD音源化前に発表。
2005年、a-nation'05にサプライズ・アーティストとして参加。「ポップアジア2005」にも日本代表として参加し、5曲を熱唱した。
2006年8月9日、globe初のミニ・アルバム『new deal』を発売した後、事実上活動休止状態となる。
2007年12月25日にファンクラブ「house of globe」によるイベントが行われ、1年4か月ぶりにメンバー3名が揃い、ファンの前で数曲を披露した。このイベントにおいて、今後のglobeとしての活動展望が明かされたが、翌月にhouse of globeが一部サービスの滞りを理由に運営休止を発表。

### KEIKOソロ活動、小室の逮捕からの復帰 (2008-2009)
2008年3月12日に、ユニバーサルミュージックに移籍したKEIKOが「KCO」名義で「春の雪」を発売し、4月30日にソロとしてはファーストアルバムとなる『O-CRAZY LUV』を発売した。
6月16日、小室のブログ記事において、globeが活動再開を宣言。8月31日にはa-nation'08にシークレットアーティストとして出演し、停滞していた活動を約2年ぶりに再開させた。
11月4日、小室が5億円詐欺事件により逮捕。これを受け、エイベックスは同月～2009年1月までに発売が予定されていたシングル3枚 の発売中止ならびに、globeの全楽曲の配信停止を発表。これによりglobeは活動不能の状態となった。逮捕報道翌日の11月5日、妻であるKEIKOは「私達のこれからの人生は大変険しいものですが、共に歩む覚悟です」、マークは「偉大な音楽家／プロデューサーであるTKを尊敬する思いは変わりません。また一緒に音楽をつくり、ステージに立つ日が来ることを信じています」とコメントを発表した。翌年5月25日に懲役3年・執行猶予5年の有罪判決が確定した。
2009年8月22日、a-nation'09にシークレットアーティストとして登場し、音楽活動を再開。その中で小室は観客に向かって頭を下げ、謝罪の挨拶をした。その模様は期間限定でエイベックスの携帯電話向け動画サイトBee TVで配信された。また、この日よりglobeの楽曲配信を再開した。エイベックスの音楽配信サイトmu-moでは配信再開同日に「FACE」が4位に、翌日には前年に発売中止となった「Get Wild」が3位にランクインしたのを始め、上位100曲中26曲をglobeの楽曲が占めた。

### 15YEARS（デビュー15周年）、KEIKOの療養による活動休止 (2010 - 2014)
2010年9月29日、デビュー15周年記念ベストアルバム『15YEARS』3種が発売。前述の発売中止シングル「Get Wild」と同シングルのカップリングであった「Spicy Girls」を収録。3種類のうち『15YEARS -BEST HIT SELECTION-』のジャケットは「Get Wild」で使用される予定だった北条司（同楽曲が主題歌のアニメ『シティーハンター』の原作者）による描き下ろしイラストが採用されている。
2011年10月24日、KEIKOが自宅にいる際に首の後部に激痛を訴え倒れた。夫である小室が救急車を呼び、都内病院に緊急搬送される。診断の結果「クモ膜下出血」と判明し、25日未明から約5時間にわたる手術を受けた。そのため再び活動不能の状態となったが、2012年9月に小室が自らのTwitterにて病気療養中のKEIKOが回復するまで、マークと2人で活動再開する旨を発表した。
2013年3月27日、globeの楽曲を小室とマークがEDM（Electronic Dance Music）スタイルにリミックスしたアルバム『globe EDM Sessions』が発売された。2014年2月5日には第2弾である『GDM』をリリースした。

### globe 2 decade（デビュー20周年）、10000 DAYS（デビュー1万日）(2015 - 2022)
2015年3月25日、デビュー20周年を記念して女性ボーカル＆男性ラッパーによるユニット「baby globe（仮）」のオーディションを開始した。8月5日、これまで発表した楽曲から20曲を小室自身がリプロダクトしたアルバム『Remode 1』を発売。8月9日、『globe 20th anniversary special event』をシンセサイザー・小室、DJ・マークで新宿ステーションスクウェアにおいてフリーイベントとして実施。イベント冒頭にKEIKOの手書きメッセージを本人が読み上げる形で肉声が流れた。12月16日、HYDE､浜崎あゆみなどが参加したトリビュート・アルバム『#globe20th -SPECIAL COVER BEST-』を発売。
2016年には「globe MUSIC VIDEO PROJECT」を立ち上げ、薮内省吾監督のもと3月に「FACE」（池田エライザ主演）が、5月に「DEPARTURES」（三吉彩花主演）が、8月に「FACES PLACES」（新川優愛主演）がそれぞれ映像化された。また、デビュー20周年の締めくくりとして、リプロダクト・アルバム第2弾『Remode 2』（8月3日発売）、Blu-rayボックス『globe 2 decade -live blu-ray box-』（9月7日発売）をリリース、「globe 20th FINAL ニコ生スペシャルナイト」（8月8日、六本木ニコファーレ）を開催。
2017年8月15日、小室の公式Instagramにて、療養中であるKEIKOの歌声を公開した。動画には「2016〜2017 KEIKO」と文字が入っており、小室は「病気後に創って唄ってみたkeikoの声です。きっと今はもっと上手になってると思う」とコメントしている。なお、KEIKOが病気発症以降、歌声が公開されたのは初めてとなる。
2018年1月19日、小室は前日発売の『週刊文春』に掲載された不倫報道を受けて記者会見を行い、音楽活動からの引退を表明した（後に活動を再開）。同年末に小室とKEIKOは離婚調停に入り、2021年2月26日に離婚が成立した。
2022年10月4日、同年のクリスマスイブがglobeのデビュー1万日目に当たる記念日であり、そのことに気付いたスタッフの「今年のクリスマスイブがこんな節目の日に当たるなんて、これは何かの巡り合わせに違いない」という思いからメモリアルボックスの制作を発表し、12月24日に『10000 DAYS』が発売された。同ボックスには『15YEARS CHRONICLE ～ UNRELEASED TRACKS』以来、約11年ぶりの新曲となる「WHITEOUT」が収録されている。
2023年1月より、マークがパーソナリティを務める大分放送のラジオ番組『JOY TO THE OITA』にKEIKOがレギュラーとして出演開始。KEIKOは同年9月24日の大分放送の開局70周年イベントにて約14年ぶりに公の場に登場するなど、徐々に活動を再開している。しかしながら、2025年現在まで小室を含めた3人の共演は実現しておらず、globeとしての本格的な音楽活動再開についても具体的な言及はなされていない。

### デビュー30周年、記念した連続リリース企画の実施（2025 - ）
2025年6月13日、同年8月9日に迎えるデビュー30周年を記念した連続リリース企画の実施を発表。第1弾は8月9日発売、BOX商品以外では初の全シングルタイトル曲＋他30曲を収録した全66曲のベストアルバム『ALL SINGLES & OTHER BEST 30 SELECTION』。第2弾は9月27日発売、1996年の初ライブツアー「house of globe」の最終公演を初めて全編収録した映像作品『preview Another Edition Private Tour house of globe -代々木ホワイトシアター 1996.9.27-』。第3弾は11月1日、第4弾は2026年1月1日にそれぞれ発売予定である。また、連続リリース企画の発表と併せて、30周年記念の特設サイトとティザー映像が公開された。

## globe extreme
globe extreme（グローブ・エクストリーム）は、globeのメンバー3人にX JAPANのYOSHIKIを加えた4人で活動する際のユニット名である。
YOSHIKIは2002年9月にglobeの4人目のメンバーとして加入、同年11月発売のシングル「seize the light」で作詞・作曲・編曲・ギター演奏を担当したが、2005年8月に行われた『globe2 pop/rock』リリースパーティーにおいて、今後はオリジナルメンバーとしてではなくサイドメンバーとして活動し、活動の際は「globe extreme」と称することを発表した。しかしながら現在までglobe extremeとしての活動はない。
YOSHIKI加入のいきさつはマークによると、YOSHIKIに呼ばれ小室とKEIKOがビバリーヒルズにあるYOSHIKIの大豪邸に出向いたが、「マークが来ないからダメ」と言われ、妻の出産予定日で日本にいたマークに小室が「次の朝の飛行機で来て」と呼びだした。マークが到着した時、全員飲んでいて「つかみを取るため」にプールに飛び込んだが、水が入っていなかったので頭から流血した。マークは「かっこつけて飲んでいたら、次の日YOSHIKIがglobeに入ってくれた」と当時を振り返っている。
2024年11月26日にYOSHIKIは自身のX（旧Twitter）にて、自身の未発表曲がYouTube上に無断でアップロードされているとして、法的措置を検討中であることを匂わせるポストを投稿した。該当の動画は2023年1月に投稿されたものであり、動画概要欄には「YOSHIKIがglobeに在籍していた頃の未発売曲」という旨のコメントが記されていた。

## ディスコグラフィ
専用のレーベル「avex globe」のため基本的には特有の品番（AV*G）を割り振られている。

### シングル
通常シングル
|      | 発売日         | タイトル                                    | 規格   | 規格品番              | 最高位 | 収録アルバム            |
| ---- | -------------- | ------------------------------------------- | ------ | --------------------- | ------ | ----------------------- |
| 1st  | 1995年8月9日   | Feel Like dance                             | 8cmCD  | AVDG-71001            | 3位    | globe                   |
| 2nd  | 1995年9月27日  | Joy to the love (globe)                     | 8cmCD  | AVDG-71002            | 1位    | globe                   |
| 3rd  | 1995年11月1日  | SWEET PAIN                                  | 8cmCD  | AVDG-71003            | 2位    | globe                   |
| 4th  | 1996年1月1日   | DEPARTURES                                  | 8cmCD  | AVDG-71004            | 1位    | globe                   |
| 5th  | 1996年3月27日  | FREEDOM                                     | 8cmCD  | AVDG-71005            | 3位    | globe                   |
| 6th  | 1996年8月28日  | Is this love                                | 8cmCD  | AVDG-71006            | 1位    | FACES PLACES            |
| 7th  | 1996年10月30日 | Can't Stop Fallin' in Love                  | 8cmCD  | AVDG-71007            | 1位    | FACES PLACES            |
| 8th  | 1997年1月15日  | FACE                                        | 8cmCD  | AVDG-71008            | 1位    | FACES PLACES            |
| 9th  | 1997年3月5日   | FACES PLACES                                | 8cmCD  | AVDG-71009            | 3位    | FACES PLACES            |
| 10th | 1997年4月9日   | Anytime smokin' cigarette                   | 8cmCD  | AVDG-71010            | 6位    | FACES PLACES            |
| 11th | 1997年10月15日 | Wanderin' Destiny                           | 8cmCD  | AVDG-71011            | 2位    | Love again              |
| 12th | 1998年3月31日  | Love again                                  | 8cmCD  | AVDG-71012            | 9位    | Love again              |
| 13th | 1998年9月2日   | wanna Be A Dreammaker                       | 8cmCD  | AVDG-71013            | 1位    | Relation                |
| 14th | 1998年9月23日  | Sa Yo Na Ra                                 | 8cmCD  | AVDG-71014            | 1位    | Relation                |
| 15th | 1998年9月30日  | sweet heart                                 | 8cmCD  | AVDG-71015            | 1位    | Relation                |
| 16th | 1998年10月7日  | Perfume of love                             | 8cmCD  | AVDG-71016            | 2位    | Relation                |
| 17th | 1999年3月25日  | MISS YOUR BODY                              | 8cmCD  | AVDG-71017            | 6位    | FIRST REPRODUCTS        |
| 18th | 1999年9月8日   | still growin' up                            | 8cmCD  | AVDG-71018            | 4位    | CRUISE RECORD 1995-2000 |
| 19th | 1999年12月15日 | biting her nails                            | 12cmCD | AVCG-71019            | 13位   | CRUISE RECORD 1995-2000 |
| 20th | 2000年6月14日  | とにかく無性に…                             | 12cmCD | AVCG-71023            | 4位    | outernet                |
| 21st | 2000年11月22日 | DON'T LOOK BACK / like a prayer             | 12cmCD | AVCG-71024            | 5位    | outernet                |
| 22nd | 2001年3月28日  | garden                                      | 12cmCD | AVCG-71025            | 19位   | outernet                |
| 23rd | 2001年8月1日   | try this shoot                              | 12cmCD | AVCG-71026            | 10位   | Lights                  |
| 24th | 2001年11月14日 | Stop! In the Name of Love                   | 12cmCD | AVCG-71027            | 7位    | Lights                  |
| 25th | 2001年12月5日  | genesis of next                             | 12cmCD | AVCG-71028            | 8位    | Lights                  |
| 26th | 2002年2月6日   | Many Classic Moments                        | 12cmCD | AVCG-71029            | 24位   | Lights                  |
| 27th | 2002年4月10日  | OVER THE RAINBOW / INSPIRED FROM RED & BLUE | 12cmCD | AVCG-71030            | 10位   | Lights2                 |
| 28th | 2002年11月27日 | seize the light                             | CCCD   | AVCG-71032            | 8位    | LEVEL 4                 |
| 29th | 2003年3月26日  | get it on now feat. KEIKO                   | CCCD   | AVCG-71033            | 35位   | LEVEL 4                 |
| 30th | 2005年6月29日  | Here I Am / New Album Playlist              | 12cmCD | AVCG-71037 AVCX-71037 | 9位    | globe2 pop/rock         |

globe featuring
| 名義                  | 発売日        | タイトル                      | 規格   | 規格品番   | 最高位 | 収録アルバム |
| --------------------- | ------------- | ----------------------------- | ------ | ---------- | ------ | ------------ |
| globe featuring KEIKO | 2000年3月29日 | on the way to YOU             | 12cmCD | AVCG-71020 | 5位    | outernet     |
| globe featuring MARC  | 2000年3月29日 | THE MAIN LORD                 | 12cmCD | AVCG-71021 | 15位   | outernet     |
| globe featuring TK    | 2000年3月29日 | Throwin' down in the double 0 | 12cmCD | AVCG-71022 | 10位   | outernet     |

コラボレーションシングル
| 名義          | 発売日        | タイトル          | 規格                   | 規格品番   | 最高位 |
| ------------- | ------------- | ----------------- | ---------------------- | ---------- | ------ |
| globe vs push | 2002年7月31日 | dreams from above | 12cmCD                 | AVCG-71031 | 12位   |
| push vs globe | 2003年        | Tranceformation   | デジタル・ダウンロード | -          | -      |

企画参加シングル
| 名義                        | 発売日       | タイトル                   | 規格   | 規格品番   | 最高位 |
| --------------------------- | ------------ | -------------------------- | ------ | ---------- | ------ |
| TK PRESENTS こねっと        | 1997年1月1日 | YOU ARE THE ONE            | 8cmCD  | KPDD-20171 | 1位    |
| song+nation featuring globe | 2002年3月6日 | Many Classic Moments Remix | 12cmCD | AVCD-30355 | 49位   |

非売品シングル
| タイトル                  | 規格  | 規格品番   | 備考 |
| ------------------------- | ----- | ---------- | --- |
| winter comes around again | 8cmCD | AVCS-10153 | 1998年発売のシングル4作品（「wanna Be A Dreammaker」「Sa Yo Na Ra」「sweet heart」「Perfume of love」）の購入応募者全員に配布された特典シングル。 『8 YEARS 〜Many Classic Moments〜』に別バージョンで収録されたほか、『10000 DAYS』にはオリジナルバージョンが収録された。 |

販売中止シングル
| 発売日         | タイトル     | 規格   | 規格品番              | 備考 |
| -------------- | ------------ | ------ | --------------------- | --- |
| 2008年11月26日 | Get Wild     | 12cmCD | AVCG-70069 AVCG-70070 | TM NETWORKの同曲のカバーを表題曲とする予定だった。 収録予定曲は表題曲と新曲『Spicy Girls』。のちに『15YEARS -BEST HIT SELECTION-』にて2曲とも収録された。 |
| 2008年12月17日 | Self Control | 12cmCD | AVCG-70071 AVCG-70072 | 『Get Wild』と同様にTM NETWORKの同曲のカバーを表題曲とする予定だった。 収録予定曲は表題曲と新曲（タイトルなどは不明）のほかに、規格品番によって違う曲の"mega-mix"というトラックが収録される予定だった。 のちに『15YEARS CHRONICLE 〜ON-AIR & OFF-AIR〜 + UNRELEASED TRACKS』に収録され、『15YEARS CHRONICLE ～UNRELEASED TRACKS』として配信もされた。 |
| 2009年1月      | -            | -      | -                     | - |

### アルバム
オリジナルアルバム
|      | 発売日        | タイトル                | 規格 | 規格品番                  | 最高位 |
| ---- | ------------- | ----------------------- | ---- | ------------------------- | ------ |
| 1st  | 1996年3月31日 | globe                   | CD   | AVCG-70001                | 1位    |
| 1st  | 1997年5月21日 | globe                   | MD   | AVYG-72002                | -      |
| 2nd  | 1997年3月12日 | FACES PLACES            | CD   | AVCG-70002                | 1位    |
| 2nd  | 1997年5月21日 | FACES PLACES            | MD   | AVYG-72003                | ‐      |
| 3rd  | 1998年3月31日 | Love again              | CD   | AVCG-70003                | 1位    |
| 4th  | 1998年12月9日 | Relation                | CD   | AVCG-70004                | 1位    |
| 5th  | 1999年9月22日 | CRUISE RECORD 1995-2000 | CD   | AVCG-70006~7              | 1位    |
| 6th  | 2001年3月28日 | outernet                | CD   | AVCG-70008                | 9位    |
| 7th  | 2002年2月6日  | Lights                  | CD   | AVCG-70010                | 2位    |
| 8th  | 2002年4月17日 | Lights2                 | CD   | AVCG-70011                | 2位    |
| 9th  | 2003年3月26日 | LEVEL 4                 | CCCD | AVCG-70014                | 17位   |
| 10th | 2005年8月10日 | globe2 pop/rock         | CD   | AVCG-70062                | 5位    |
| 11th | 2006年3月23日 | maniac                  | CD   | AVCG-70066~7 AVCX-70066~7 | 12位   |

ミニアルバム
|     | 発売日       | タイトル | 規格 | 規格品番              | 最高位 |
| --- | ------------ | -------- | ---- | --------------------- | ------ |
| 1st | 2006年8月9日 | new deal | CD   | AVCG-70068 AVCX-70068 | 20位   |

ベスト・アルバム
| 発売日                       | タイトル                                  | 規格           | 規格品番                  | 最高位 |
| ---------------------------- | ----------------------------------------- | -------------- | ------------------------- | ------ |
| 1999年9月22日                | CRUISE RECORD 1995-2000                   | CD             | AVCG-70006~7              | 1位    |
| 2002年11月27日 2004年1月28日 | 8 YEARS 〜Many Classic Moments〜          | CCCD DVD-Audio | AVCG-70013 AVAG-72200     | 2位    |
| 2002年12月26日               | Ballads & Memories                        | CCCD           | AVCG-70015                | 13位   |
| 2004年3月31日                | 8 YEARS 〜Many Classic Moments〜 + DVD    | CCCD           | AVCG-70019/B              | 265位  |
| 2005年2月16日                | globe decade -single history 1995-2004-   | CD CCCD        | AVCG-70020~2 AVCX-70020~2 | 8位    |
| 2005年2月16日                | globe decade -complete box 1995-2004-     | 39CD+9DVD      | AVCG-70023                | 158位  |
| 2007年4月13日                | (avex ARCHIVES) COMPLETE BEST globe vol.1 | CD             | AQC1-50252                | -      |
| 2007年4月13日                | (avex ARCHIVES) COMPLETE BEST globe vol.2 | CD             | AQC1-50253                | -      |
| 2010年9月29日                | 15YEARS -ANNIVERSARY BOX-                 | 20CD+13DVD     | AVCG-70077                | 66位   |
| 2010年9月29日                | 15YEARS -TK SELECTION-                    | 5CD+2DVD       | AVCG-70097                | 38位   |
| 2010年9月29日                | 15YEARS -BEST HIT SELECTION-              | 3CD            | AVCG-70102~4              | 19位   |
| 2025年8月9日                 | ALL SINGLES & OTHER BEST 30 SELECTION     | 6CD            | AVCG-70128~33             |        |

リミックスアルバム
| 発売日         | タイトル                              | 規格                   | 規格品番      | 最高位 |
| -------------- | ------------------------------------- | ---------------------- | ------------- | ------ |
| 1999年3月31日  | FIRST REPRODUCTS                      | CD                     | AVCG-70005    | 4位    |
| 2000年8月30日  | SUPER EUROBEAT presents EURO global   | CD                     | AVCD-11845    | 3位    |
| 2001年9月12日  | global trance                         | CD                     | AVCG-70009    | 4位    |
| 2001年11月10日 | global trance ep                      | アナログ盤             | RR12-88323    | -      |
| 2002年9月26日  | global trance 2                       | CCCD                   | AVCG-70012    | 22位   |
| 2003年3月19日  | PIANO globe〜globe piano collection〜 | CCCD                   | AVCG-70016    | 92位   |
| 2003年9月3日   | global trance best                    | CCCD+DVD               | AVCG-70017/B  | 15位   |
| 2011年8月10日  | house of globe                        | CD                     | AVCG-70106    | 81位   |
| 2011年8月10日  | Ragga globe ～Beautiful Journey～     | CD                     | AVCD-38317    | 225位  |
| 2013年3月27日  | globe EDM Sessions                    | CD                     | AVCG-70107A   | 69位   |
| 2014年2月5日   | GDM                                   | CD                     | AVCG-70108    | 59位   |
| 2015年8月5日   | Remode 1                              | 2CD                    | AVCG-70109~10 | 12位   |
| 2016年7月27日  | deep JAZZ globe                       | デジタル・ダウンロード | ANTCD-18692   | -      |
| 2016年8月3日   | Remode 2                              | CD+DVD                 | AVCG-70114/B  | 12位   |

企画参加アルバム
| 発売日       | タイトル             | 規格 | 規格品番   | 最高位 | 収録曲                                                     |
| ------------ | -------------------- | ---- | ---------- | ------ | ---------------------------------------------------------- |
| 2002年3月6日 | song+nation 2 trance | CD   | AVCD-17096 | 40位   | 「Many Classic Moments」「a song is born (globe version)」 |

トリビュートアルバム
| 発売日         | タイトル                        | 規格   | 規格品番                                     | 最高位 |
| -------------- | ------------------------------- | ------ | -------------------------------------------- | ------ |
| 2015年12月16日 | #globe20th -SPECIAL COVER BEST- | 2CD CD | AVCG-70111~2 (COVER+BEST) AVCG-70113 (COVER) | 8位    |

### 映像作品
| 種類         | 発売日         | タイトル                                                          | 規格 | 規格品番   | 備考                        |
| ------------ | -------------- | ----------------------------------------------------------------- | ---- | ---------- | --------------------------- |
| ライブ       | 1997年2月12日  | preview                                                           | VHS  | AVVG-72001 |                             |
| ライブ       | 2003年12月10日 | preview                                                           | DVD  | AVBG-72025 |                             |
| ライブ       | 1997年7月30日  | globe@4_domes                                                     | VHS  | AVVG-72004 |                             |
| ライブ       | 1997年7月30日  | globe@4_domes                                                     | LD   | AVLG-72005 |                             |
| ライブ       | 2000年3月29日  | globe@4_domes                                                     | DVD  | AVBG-72014 |                             |
| ライブ       | 1998年12月16日 | globe tour 1998 "Love again"                                      | VHS  | AVVG-72006 |                             |
| ライブ       | 1998年12月16日 | globe tour 1998 "Love again"                                      | LD   | AVLG-72007 |                             |
| ライブ       | 2000年3月29日  | globe tour 1998 "Love again"                                      | DVD  | AVBG-72015 |                             |
| MV           | 1999年3月25日  | NAKED screen                                                      | VHS  | AVVG-72008 |                             |
| MV           | 1999年3月25日  | NAKED screen                                                      | LD   | AVLG-72009 |                             |
| MV           | 2000年3月29日  | NAKED screen                                                      | DVD  | AVBG-72016 |                             |
| ライブ       | 2000年3月15日  | globe tour 1999 Relation                                          | VHS  | AVVG-72012 |                             |
| ライブ       | 2000年3月15日  | globe tour 1999 Relation                                          | DVD  | AVBG-72013 |                             |
| MV           | 2000年6月14日  | on the way to YOU / THE MAIN LOAD / Throwin' down in the double 0 | VHS  | AVVG-72017 |                             |
| MV           | 2000年6月14日  | on the way to YOU / THE MAIN LOAD / Throwin' down in the double 0 | DVD  | AVBG-72018 |                             |
| MV           | 2002年3月13日  | NAKED screen + globe featuring KEIKO.MARC.TK CLIPS 1995-2000      | DVD  | AVBG-72019 |                             |
| ライブ       | 2002年3月27日  | globe special live -genesis of next-                              | VHS  | AVVG-72020 |                             |
| ライブ       | 2002年3月27日  | globe special live -genesis of next-                              | DVD  | AVBG-72021 |                             |
| ライブ       | 2002年9月26日  | globe tour 2002 -category trance, category all genre-             | DVD  | AVBG-72022 |                             |
| ライブ       | 2004年12月8日  | globe tour 2002 -category trance, category all genre-             | DVD  | AVBG-72028 | 廉価版                      |
| MV           | 2002年12月11日 | 8 YEARS Clips Collection                                          | DVD  | AVBG-72024 |                             |
| ライブ       | 2004年3月31日  | globe the best live 1995-2002                                     | DVD  | AVBG-72026 |                             |
| ライブ       | 2006年3月1日   | globe the best live 1995-2002                                     | DVD  | AVBG-72043 | 廉価版                      |
| ドキュメント | 2004年11月2日  | GVD globe decade globe real document 1                            | DVD  | GVD-0001   | ライブ会場限定盤            |
| ドキュメント | 2004年12月15日 | GVD globe decade globe real document 2                            | DVD  | GVD-0002   | ライブ会場限定盤            |
| ドキュメント | 2005年1月20日  | GVD globe decade globe real document 3                            | DVD  | GVD-0003   | ライブ会場限定盤            |
| ライブ       | 2005年4月27日  | globe decade -access best seasons 1995-2004-                      | DVD  | AVBG-72040 |                             |
| ライブ       | 2016年1月21日  | 「globe 20th ANNIVERSARY SPECIAL!! LIVE DVD BOOK」                | DVD  | 宝島社     | 廉価盤・書籍扱い            |
| ライブ       | 2023年8月9日   | globe@4_domes 10000 DAYS Remaster Edition                         | BD   | AVXG-70127 |                             |
| ライブ       | 2024年8月28日  | globe tour 1999 Relation Remaster Edition                         | BD   | AVXG-72064 | 豪華フォト&復刻資料ブック付 |

### ボックス・セット
- globe decade -complete box 1995-2004-（2005年2月16日 AVCG-70023~61）CD39枚+DVD9枚、完全予約限定生産
  - シングル全29枚（8cmシングル12cm化）、オリジナルアルバム9枚、ライブDVD6枚、クリップ集DVD1枚、予約特典DVD2枚
- GVD globe decade globe real document SPECIAL BOX（2005年3月30日 AVBG-72031〜3）DVD3枚
  - ライブツアーの会場・通販限定で販売された完全密着ドキュメントDVDの再発、BOX仕様
- 15YEARS CHRONICLE 〜ON-AIR & OFF-AIR〜 + UNRELEASED TRACKS（2011年3月30日 AVBG-72045〜50/B）DVD6枚+CD
  - ON-AIR（DVD3枚）：インタビュー&ドキュメンタリーメイキング、スペシャルライブ等のテレビ番組映像を収録
  - OFF-AIR（DVD3枚）：オフショット映像集として「GVD globe decade globe real document」を収録
  - その他、当時未発表曲だった「They Fight Now」「Single Walking」「Self Control（方舟に曳かれて）」の3曲を収録したCDをセット
- globe 2 decade -live blu-ray box-（2016年9月7日 AVXG-72053~9 / B〜C）
  - Blu-ray全7枚（これまでのライブ映像）、CD「KEIKO sings globe @ KEIKO solo tour 2000」
  - DVD「globe20th special DVD –past and now-」、ブックレット、ランダム特典（秘蔵写真＆フィルム）
- 10000 DAYS（2022年12月24日 AVCG-70115～26/B～F）

### MIX-J
- J-POPハリケーン～globeだけ60分本気（ガチ）MIX（2011年4月20日 AVCD-38288）

RAM RIDERによるノンストップ・ミックスCD。全40曲収録。
- J-POPハリケーン（熱帯低気圧MIX）~globeだけ20分本気（マジ）MIX~ (Continuous Mix)（2011年4月27日 iTunes Store配信限定）

## ライブ・イベント

### 出演イベント
- avex dance Matrix '95 TK DANCE CAMP（1995年8月19日・26日）
- TETSUYA KOMURO Produce スーパーカウントダウン 1995-1996（1995年12月31日）
- TK GATEWAY COUNT DOWN LIVE（1996年12月31日）
- TK PAN-PACIFIC TOUR '97 IN TAIPEI（1997年5月27日・28日）
- '99上海アジア音楽祭（1999年11月）
- 2001 RENDEZ-VOUS IN SPACE OKINAWA 01.01.01（2001年1月1日）
- a-nation avex SUMMER FESTA 2002（2002年9月1日）
- a-nation'05（2005年8月20日・28日）
- 文化庁舞台芸術国際フェスティバル POP ASIA 2005（2005年10月15日・18日）
- a-nation'08（2008年8月31日）※シークレットアーティストとして出演
- a-nation'09（2009年8月22日・30日）※シークレットアーティストとして出演

## 受賞歴
| 年     | 対象作品                | 賞                                                                                           |
| ------ | ----------------------- | -------------------------------------------------------------------------------------------- |
| 1996年 | globe                   | 第38回日本レコード大賞「アルバム大賞」「ベストアルバム賞」                                   |
| 1996年 | DEPARTURES              | 第38回日本レコード大賞「優秀作品賞」                                                         |
| 1997年 | -                       | 第11回日本ゴールドディスク大賞「ベスト5アーティスト賞」                                      |
| 1997年 | globe                   | 第11回日本ゴールドディスク大賞「グランプリ・アルバム賞」「アルバム賞・ポップス部門（女性）」 |
| 1997年 | Wanderin' Destiny       | 第15回ザテレビジョンドラマアカデミー賞「主題歌賞」（ドラマ『青い鳥』主題歌）                 |
| 1998年 | FACES PLACES            | 第12回日本ゴールドディスク大賞「ベスト・ポップ・アルバム・オブ・ザ・イヤー」                 |
| 1998年 | wanna Be A Dreammaker   | 第40回日本レコード大賞「大賞」「優秀作品賞」                                                 |
| 1999年 | Love again              | 第13回日本ゴールドディスク大賞「ポップ・アルバム・オブ・ザ・イヤー」                         |
| 1999年 | Relation                | 第13回日本ゴールドディスク大賞「ポップ・アルバム・オブ・ザ・イヤー」                         |
| 2000年 | CRUISE RECORD 1995-2000 | 第14回日本ゴールドディスク大賞「ポップ・アルバム・オブ・ザ・イヤー」                         |

## NHK紅白歌合戦出場歴
| 年度（放送回）   | 曲目                       | 対戦相手         | 備考                                                                            |
| ---------------- | -------------------------- | ---------------- | ------------------------------------------------------------------------------- |
| 1996年（第47回） | Can't Stop Fallin' in Love | 米米CLUB         |                                                                                 |
| 1998年（第49回） | wanna Be A Dreammaker      | GLAY             |                                                                                 |
| 1999年（第50回） | YOU ARE THE ONE            | ソン・フィルトル | 1997年1月1日に発売された「TK PRESENTS こねっと」の楽曲をglobeバージョンで披露。 |